# Oedai Hoessein

Oedai Hoessein

Oedai Saddam Hoessein al-Tikriti  (Arabisch: عدي صدام حسين التكريتي, ʿUdayy Ṣaddām Ḥusain al-Tikrītī) (Bagdad, 18 juni 1964 – Mosoel, 22 juli 2003) was de oudste zoon en beoogd opvolger van de Iraakse president Saddam Hoessein en diens eerste vrouw Sajida Talfah. Hij was voorzitter van het Iraaks Olympisch Comité, hoofd van Saddams veiligheidsdienst, uitgever van het dagblad Babel en eigenaar van een radiozender voor jongeren.
Oedai stond in Irak bekend om zijn extravagante levensstijl en zijn wreedheden. Bekend is dat hij en Koesai, zijn broer, als kind door hun vader werden getrakteerd op video's van martelingen, om hen aan deze praktijken te laten wennen. Volgens onder meer een voormalige dubbelganger van Oedai liet deze dikwijls vrouwen die toevallig op straat liepen bij zich komen om ze thuis te verkrachten. Sommigen liet hij daarna vermoorden, zeker als ze tegen de ontvoering en verkrachting hadden geprotesteerd. Olympische sporters die niet aan Oedais verwachtingen voldeden, liet hij martelen aan hun voetzolen. Oedai was trots op zijn reputatie als sadist en noemde zichzelf Abu Sarhan (Arabisch voor 'wolf').
In oktober 1988 viel hij bij zijn vader uit de gratie toen hij tijdens een feestje ter ere van de vrouw van de Egyptische president Moebarak een van Saddams favoriete lijfwachten, Kemal Hana Gegeo, ombracht. Deze lijfwacht had Saddam niet lang daarvoor geïntroduceerd bij een mooie, jonge vrouw, die later zijn tweede echtgenote zou worden. Oedai beschouwde dit als een belediging voor zijn moeder en schoot de lijfwacht koelbloedig neer, ten overstaan van de verschrikte gasten. Later zou president Moebarak Oedai een 'psychopaat' noemen.
Saddam zette Oedai na deze gebeurtenis korte tijd gevangen, maar liet hem vrij na persoonlijke tussenkomst van de Jordaanse koning Hoessein. Saddam verbande hem naar Zwitserland, waar hij assistent van de Iraakse ambassadeur werd. Maar nadat hij in een restaurant had gedreigd iemand neer te steken, werd hij Zwitserland uitgezet. Later werd Oedai door zijn vader gerehabiliteerd en kreeg hij het voorzitterschap van het Iraaks Olympisch Comité en werd hij hoofd van de organisatie die waakte over Saddams persoonlijke veiligheid. Hij kreeg echter nooit meer de status van 'favoriete zoon'.

## Aanslag
Op 12 december 1996 raakte Oedai ernstig gewond bij een aanslag op zijn leven. Hij werd door acht kogels geraakt, leek aanvankelijk verlamd te zijn geraakt, maar herstelde toch zodanig dat hij weer kon lopen, zij het enigszins mank. Na deze aanslag kreeg zijn broer Koesai meer macht toebedeeld. Deze werd in 2000 aangewezen als Saddams opvolger.
Aan de vooravond van de Tweede Golfoorlog gaf de Amerikaanse president George W. Bush Saddam Hoessein en zijn twee zonen een ultimatum van 48 uur om Irak te verlaten. Oedais commentaar was dat Bush en zijn gezin beter zelf de Verenigde Staten konden verlaten.
Na de oorlog werd er een prijs gezet op het hoofd van Saddam Hoessein en zijn twee zonen. Oedai was de hartenaas uit het kaartspel van de meest gezochte personen in Irak na de Tweede Golfoorlog. Ieder die informatie verstrekte die zou leiden tot hun aanhouding zou een beloning van miljoenen dollars ontvangen. Desondanks bleven de drie maandenlang onvindbaar.

## Dood

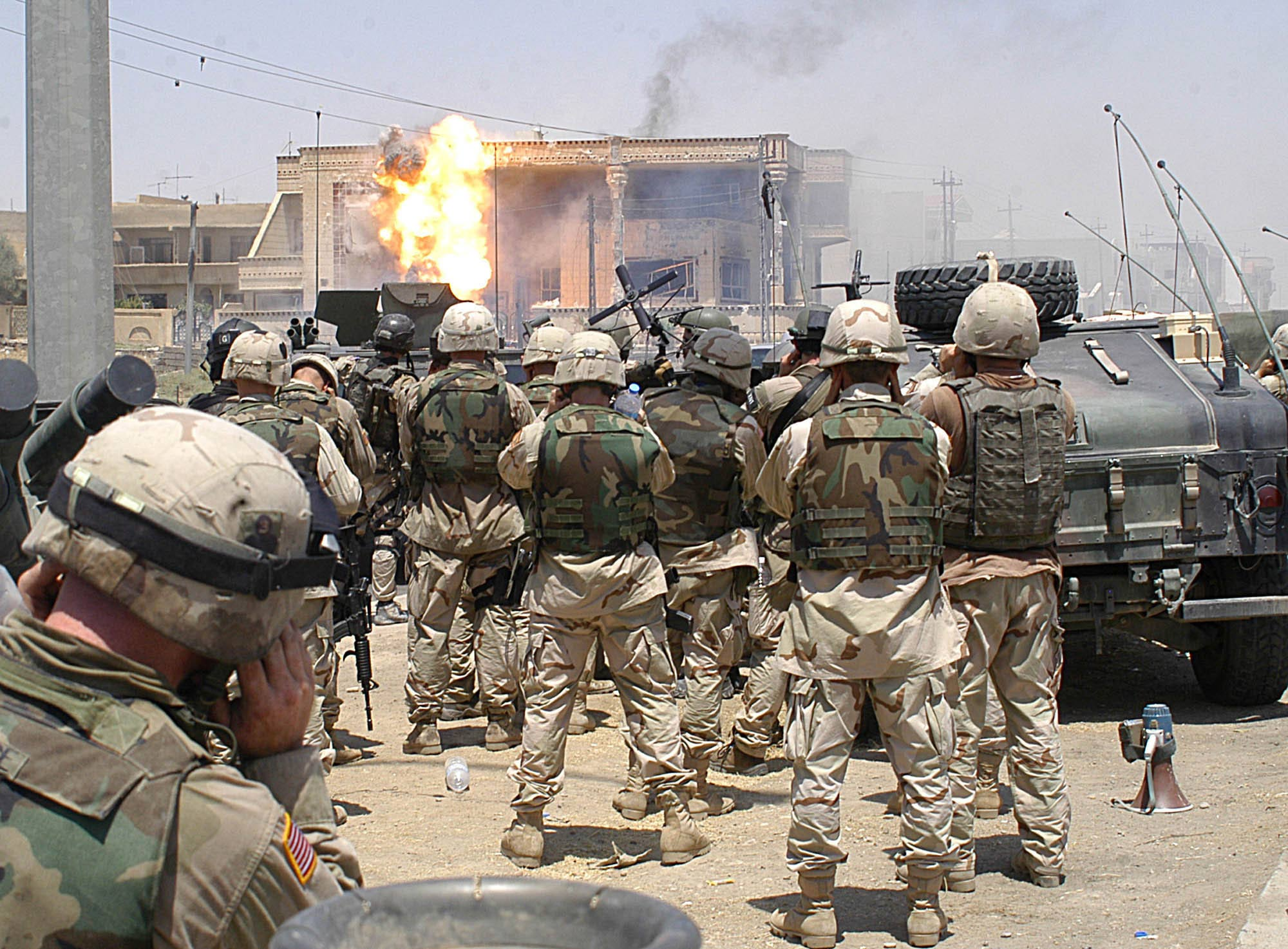
Het Amerikaanse leger belegert het huis waar Koesai en Oedai verschanst zitten.

Op 22 juli 2003 doodden speciale Amerikaanse troepen Oedai, Koesai en Koesais zoon Moestafa tijdens een langdurig vuurgevecht bij een overval op een huis in Mosoel in Noord-Irak. Hun verblijfplaats werd aangegeven door een Iraakse burger, mogelijk de eigenaar van het huis. Veel moeite deden de Amerikanen om de Irakezen en de wereld ervan te overtuigen dat de doden inderdaad de twee gezochte broers waren. Hoewel veel Irakezen hun dood vierden, bleven sommigen twijfelen tot Saddam Hoessein een boodschap vrijgaf dat de drie een 'sjahiedendood' (martelaarsdood) gestorven waren.
Oedais lichaam, evenals dat van Koesai en Moestafa, werd begraven in een dorpje net buiten Tikrit, waar de familie van Saddam Hoessein vandaan komt.

## Film
Het leven van Oedai en dat van zijn dubbelganger werd in 2011 verfilmd onder de titel The Devil's Double.